# Esquel
Esquel är en ort i Argentina.   Den ligger i provinsen Chubut, i den sydvästra delen av landet, 1 400 km sydväst om huvudstaden Buenos Aires. Esquel ligger 577 meter över havet och antalet invånare är 28 486.
Terrängen runt Esquel är varierad. Esquel ligger nere i en dal.
Omgivningarna runt Esquel är i huvudsak ett öppet busklandskap. Runt Esquel är det mycket glesbefolkat, med 4 invånare per kvadratkilometer.